# Bartramidula cygnea
Bartramidula cygnea là một loài rêu trong họ Bartramiaceae. Loài này được Mont. Paris mô tả khoa học đầu tiên năm 1894.